# Cloranfenicol
El cloranfenicol o cloromicetina es un antibiótico bacteriostático del grupo de los anfenicoles que interfiere en la síntesis proteica bacteriana.   Es de amplio espectro frente a bacterias grampositivas y negativas, incluyendo anaerobios y espiroquetas, Chlamydophila, Mycoplasma y Rickettsia.
Se obtuvo por primera vez de Streptomyces venezuelae, una bacteria  saprofita del suelo del Orden Actinomicetales, aunque más tarde se obtuvo a partir de otras especies de Streptomyces y en la actualidad se produce por síntesis química.

## Antecedentes
El cloranfenicol es un fármaco térmicamente estable, efectivo frente a un amplio espectro de microorganismos, en especial estafilococos, la OMS aboga por su uso en muchos países en vías de desarrollo en ausencia de tratamientos más baratos para el hígado y riñones . Se han descrito importantes efectos secundarios del fármaco pero solo documentados en casos de sobredosis o en pacientes altamente vulnerables como: neonatos prematuros, adultos con insuficiencia renal o hepática, porfiria sanguínea aguda y déficit de la enzima glucosa-6-fosfato deshidrogenasa.

## Historia
Streptomyces venezuelae fue aislado en 1947 de una muestra de tierra obtenida en Venezuela por el científico y médico venezolano Enrique Tejera Guevara. A fines del mismo año se utilizó la escasa reserva del fármaco que se disponía para tratar un brote de tifus endémico en Bolivia y se obtuvieron resultados impresionantes. En 1950 se observó que las sobredosis podrían ocasionar discrasias sanguíneas graves y letales; por ello se ha reservado su uso para pacientes con infecciones graves como meningitis, tifus y fiebre tifoidea. También es eficaz en la fiebre de las Montañas Rocosas.

## Descripción
El cloranfenicol es una sustancia blanca y cristalina, neutra con un sabor muy amargo. Para eliminar la característica de sabor se creó una técnica de esterificación con ácido palmítico para producir palmitato de cloranfenicol, que es una sustancia sin sabor que conserva la eficacia terapéutica. El cloranfenicol es estable en soluciones neutras y ácidas, pero al llegar al pH 10 el fármaco es inactivado. Es moderadamente soluble en agua, más soluble en alcohol y éter. Las soluciones a 37 °C se deterioran paulatinamente con una vida media de 6 meses. Existe una versión del antibiótico que en vez de ser palmitato es succinato sódico de cloranfenicol. Es resistente a temperaturas de esterilización lo cual es muy común en laboratorios microbiológicos.

## Farmacología
Tanto el palmitato como el succinato de cloranfenicol deben ser hidrolizados a cloranfenicol en el organismo antes que pueda ejercer su acción antibacteriana. El antibiótico inhibe la síntesis de proteínas bloqueando la actividad de la enzima peptidil transferasa al unirse a la subunidad 50S del ribosoma evitando la formación del enlace peptídico.

### Farmacocinética

#### Usos
Debido a sus efectos tóxicos colaterales solo se utiliza bajo prescripción médica si es estrictamente necesario para infecciones que pongan en riesgo vital al paciente en el tratamiento de infecciones graves por microorganismos resistentes a otros antibióticos menos tóxicos o cuando su penetración en el lugar de la infección es clínicamente mayor que la de otros antibióticos a los que el germen es sensible; útil en infecciones del tracto respiratorio y gástrico causadas por bacteroides del tipo:  H. inﬂuenzae, Neisseria meningitidis, S. pneumoniae, Salmonella y Rickettsia. Es activo contra muchos enterococos vancomicina-resistentes.
El cloranfenicol está solo autorizado para infecciones potencialmente mortales, incluyendo la fiebre tifoidea, septicemia, meningitis, epiglotitis, neumonía, absceso cerebral, mastoiditis, rickettsiosis, listeriosis, enfermedad de Whipple, fiebre tipo Q y psitacosis. Su empleo por largo tiempo puede causar sobreinfección por Clostridium diﬃcile.
También se utiliza en uso tópico para ciertas infecciones del polo anterior del ojo (conjuntiva y/o córnea), producidas por microorganismos sensibles al fármaco.

#### Distribución
El cloranfenicol se distribuye en la mayor parte de los tejidos y líquidos del cuerpo, incluyendo el líquido cefalorraquídeo, hígado y riñones. Cerca del 60% del fármaco se une a proteínas plasmáticas.

#### Metabolismo
El compuesto de origen se metaboliza principalmente por la glucuronil trasferasa hepática en metabolitos inactivos.

#### Excreción
Cerca del 10-12% de la dosis se excreta por los riñones como fármaco sin cambio. El resto se elimina en forma de metabolitos sin actividad farmacológica.

## Precauciones y advertencias
El cloranfenicol debe ser evitado por personas con infecciones menores o con hipersensibilidad al fármaco. No debe emplearse en pacientes con insuficiencia renal o hepática. Como casos especiales se cuentan las personas con porfiria aguda y con deficiencia de la glucosa-6-fosfato deshidrogenasa (DG6F). Además, debe tenerse en consideración que la capacidad de metabolización de este fármaco disminuye en pacientes con cáncer colorrectal debido a la composición de su microbiota intestinal. Por lo que, al no ser capaces de degradarlo por completo, la cumulación en su organismo puede provocar toxicidad a largo plazo. El fármaco puede excretarse activo a través de la leche materna.
El cloranfenicol está fuertemente relacionado con anemia aplásica.
Además, no debe asociarse al antihelmíntico levamisol, del grupo de los Imidazotiazoles.

## Interacciones medicamentosas
El cloranfenicol inhibe el metabolismo de la fenitoína, el dicumarol, la ciclofosfamida y el fenobarbital lo que produce que estos fármacos prolonguen su vida media y se incremente su potencial toxicidad.

## Reacciones adversas
Presentadas solamente en personas altamente sensibles (ver párrafos anteriores) o en casos de sobredosis; de estos, la depresión de la médula ósea es el efecto adverso más serio y peligroso del cloranfenicol. Existen dos tipos de depresión de la médula ósea: una que no depende de la dosis administrada ni del tiempo de uso. Puede conducir a anemia aplásica, y es irreversible. El otro tipo de depresión medular sí depende de la dosis y se relaciona con concentraciones plasmáticas del fármaco que exceden los 25 mg/mL. La diferencia con el tipo de depresión mencionada anteriormente es que ésta puede revertirse espontáneamente, al suspender la medicación.
- Hemáticas: anemia aplásica, anemia hipoplásica, granulocitopenia y trombocitopenia.
- sistema nervioso central: cefalea, depresión leve, confusión, delirio, neuropatía periférica.
- Gastrointestinales: náuseas, vómitos, diarrea, estomatitis.
- Dérmicas: comezón, edema angioneurótico.
- Puede producir el "síndrome del niño gris".

### Síndrome gris del recién nacido
El síndrome gris del recién nacido o síndrome del bebé gris o intoxicación neonatal por cloranfenicol es una afección peligrosa, descrita en 1959, que se presenta en neonatos, especialmente en bebés prematuros, tratados con dosis excesivas de cloranfenicol.

#### Mecanismo que lo origina
Se produce como consecuencia de la acumulación de cloranfenicol activo, debido a la escasa capacidad de los recién nacidos para metabolizarlo y excretarlo. La capacidad biotransformante del feto va aumentando a lo largo de la vida intrauterina. En el momento del parto, la capacidad de biotransformación todavía es claramente inferior a la del adulto, y en el prematuro la inmadurez es todavía mayor. Concretamente el déficit de glucuroniltransferasa es el causante de este síndrome.
El tripéptido glutatión (glutamil-cisteinil-glicina) intracelular, que está en su mayor parte en su forma tiol, es un nucleófilo fuerte capaz de inactivar fármacos electrófilos mediante reacciones catalizadas por las glutatión-transferasas. Existen muchas formas de glutation-transferasas, y cada una activa un espectro diferente de sustancias. La conjugación con glutatión no es una vía de transformación cuantitativamente importante, pero contribuye a la inactivación de intermediarios epóxidos tóxicos producidos por reacciones de hidroxilación.

#### Causas
Se objetiva en niños menores de 3 meses que reciben más de 15-50 mg/kg de cloranfenicol durante más de tres días o que presentan niveles superiores a 40 µg/ml. También se ha descrito en niños mayores y en adultos por sobredosis o excreción renal insuficiente del fármaco.
Generalmente, no se administra el cloranfenicol a los bebés recién nacidos o prematuros. En casos de emergencia, se puede administrar en dosis más bajas, ajustadas de forma adecuada. Las gestantes tampoco deben tomarlo durante el último trimestre del embarazo ni durante la lactancia, ya que puede pasar al lactante a través de la leche materna. Sin embargo, la necesidad de utilizar este antibacteriano ha disminuido notoriamente con la aparición de nuevos medicamentos disponibles para tratar infecciones bacterianas.

#### Sintomatología
Generalmente se manifiesta a los dos a nueve días después del tratamiento. Se inicia con cuadro gastrointestinal (vómitos, diarreas, heces laxas y verdosas), seguido por coloración de la piel gris ceniciento, hipotermia, hipotensión, cianosis (color azulado en los labios, en los lechos ungueales y en la piel por falta de oxígeno en la sangre), depresión respiratoria, arritmias y muerte. 
En sobredosificación aguda, a las 5-12 horas aparecen náuseas, vómitos, acidosis metabólica (fenómeno más común en la intoxicación crónica), hipotensión, hipotermia, distensión abdominal, colapso cardiovascular y coma.
Otros síntomas característicos serían: distensión abdominal, flacidez, neuritis óptica reversible, hipersensibilidad o disminución de la síntesis de vitamina K con hemorragias tras la administración prolongada.

#### Tratamiento
La diálisis peritoneal y la hemodiálisis, dada la corta vida media sérica del cloranfenicol, no son técnicas de aplicación suficientemente rápidas. El procedimiento de elección parece ser la hemoperfusión con columnas de carbón activo que mejora, si no existe daño hepático, el shock cardiocirculatorio. También es común el tratamiento mediante exanguinotransfusión, que consiste en extraer porciones de la sangre del bebé y reemplazarlas por sangre de un donante.
En el 40% de los enfermos se produce muerte y entre quienes se recuperan, por lo general, no quedan secuelas.

## Resistencia
La resistencia al cloranfenicol se debe al gen cat. Este gen codifica una enzima llamada "cloranfenicol acetiltransferasa" que desactiva el cloranfenicol enlazando uno o dos grupos acetilo derivados del acetil-S-coenzima A, a los grupos hidroxilo del cloranfenicol. Esta acetilación impide la unión del cloranfenicol al ribosoma bacteriano.

## Presentaciones farmacéuticas
- Cápsulas de 250 mg y 500 mg.
- Suspensión: Presentaciones conteniendo 125 o 250 mg por cada 5 mL.
- Solución (farmacéutica): que contiene cloranfenicol al 0.5%
- Ungüento oftálmico: con cloranfenicol en concentraciones del 1%.
- Solución ótica: Presentación para instilación en el oído con 0.5% de fármaco.